# Alex Szabó
Alex Szabó (ur. 26 sierpnia 1998 w Nagyatád) – węgierski piłkarz występujący na pozycji środkowego obrońcy w węgierskim klubie Kecskeméti TE.